# درک لرد
دِرِک لُرد (انگلیسی: Derek Lord؛ زادهٔ ۲۳ آوریل ۱۹۴۷) بازیگر اهل بریتانیا است.
از فیلم‌ها یا مجموعه‌های تلویزیونی که وی در آن‌ها نقش داشته‌است، می‌توان به سرای سپید و سیاه اشاره نمود.